# Gene Mangan
Eugene „Gene“ Mangan (* 1937 in Killorglin; † 25. März 2025) war ein irischer Radrennfahrer und nationaler Meister im Radsport.

## Sportliche Laufbahn
Mangan war Straßenradsportler. 1952 begann er im Killorglin Cycling Club mit dem Radsport.
1954 siegte Mangan im irischen Etappenrennen Rás Tailteann und holte zwei Etappensiege. 1956 gewann er zwei Etappen und die nationale Meisterschaft im Straßenrennen. 1958 gewann er vier Etappen in Folge in dieser Rundfahrt. 1964 gewann er erneut eine Etappe im Rás Tailteann, 1966 waren es drei Tageserfolge.
1956 gewann er die nationale Meisterschaft im Einzelzeitfahren über 100 Meilen, die Tour of Donegal, Dublin–Athlone mit zwei Tageserfolgen und weitere nationale Rennen. Mangan hatte bis 1958 alle bedeutenden irischen Straßenradrennen mindestens einmal gewonnen.

## Familiäres
Er war ein Cousin von John Mangan, der 1972 das Rás Tailteann gewann.